# Bellaspira grippi
Bellaspira grippi är en snäckart som först beskrevs av Dall 1908.  Bellaspira grippi ingår i släktet Bellaspira och familjen Drilliidae. Inga underarter finns listade i Catalogue of Life.